# Darksiders II
Darksiders II — відеогра жанрів hack'n'slash і action-adventure, розроблена компанією Vigil Games і видана THQ у серпні 2012-го року для Microsoft Windows, PlayStation 3 і Xbox 360, а пізніше і для Wii U. Розроблене Gunfire Games перевидання під назвою Darksiders II: Deathinitive Edition, з DLC та текстурами підвищеної якості, вийшло 5 листопада 2015 року для Microsoft Windows, PlayStation 4, Xbox One.
Події гри розгортаються паралельно до основного сюжету Darksiders. Вершник Апокаліпсису на ім'я Смерть прагне звільнити від покарання вершника Війну. Для цього він вирушає в подорож світами на пошуки способу відродити людство, знищене демонами. В 2018 році вийшло продовження гри — Darksiders III.

## Ігровий процес

Вершник Смерть у бою з чудовиськами

Як і в Darksiders, гравець виступає в ролі вершника Апокаліпсиса, але цього разу на ім'я Смерть. Йому належить знищувати численних ворогів з допомогою холодної зброї, шукати спорядження та вирішувати головоломки. Вершник може прикликати коня Відчай, який перевозить його і допомагає в бою, і ворона Прах, який показує шлях.
На відміну від попередньої гри, в Darksiders II традиційніша рольова система. Знищуючи ворогів, Смерть здобуває досвід і за кожен рівень розвитку здобуває очко для вивчення чи вдосконалення якогось уміння. Вершник володіє низкою характеристик: здоров'я (визначає запас Здоров'я), лють (визначає запас Люті), сила (збільшення загальної шкоди, яку завдає герой), захист (зменшення шкоди від ворожих фізичних атак), аркани (сила магічних здібностей Смерті), опір (зменшення шкоди від ворожих магічних атак), основна зброя (сила атаки косами) і другорядна зброя (сила атаки іншою зброєю).
Головною зброєю Смерті є дві коси, але також він може користуватися глефами, молотами, булавами та сокирами, а також наручними лезами, кігтями, баклерами та рукавицями. Зібравши достатньо енергії шляхом знищення ворогів і руйнувань, Смерть може тимчасово набути форми невразливого Женця.
Смерть можна екіпірувати зброєю, бронею, посиленнями й талісманами. Магічні здібності поділяються на дві гілки: Провісник (прийоми особистого бою) і Некромант (прикликання надприродних істот і здібностей).
Упродовж гри Смерть збирає золоті монети й монети човняра. За перші в торговців купується зброя, броня та інші корисні предмети, а за другі можна придбати скрині з цінним, але випадковим вмістом.

## Сюжет
У давнину гібриди янголів із демонами, що називались нефілімами, спустошили війнами численні світи. Для збереження порядку Обвуглена Рада обрала чотирьох нефілімів, яких наділила величезною силою і зробила вершниками Апокаліпсису. Вершника Війну ув'язнює Обвуглена Рада за нібито самовільне прибуття на Землю, що стало причиною поразки людей перед армією демонів. Дізнавшись про це, вершник Смерть вирушає на пошуки ворона-перевертня Хранителя Секретів, аби той довів невинність Війни. Ворон розповідає, що Рада приховує правду, тоді Смерть просить підказати спосіб воскресити людство, щоб з Війни зняли звинувачення. Хранитель показує Дерево Життя, але погоджується пропустити до нього тільки за умови, що Смерть зуміє відібрати в нього амулет, де зібрано душі інших нефілімів, яких Смерть у давнину винищив. Між Смертю та Хранителем Секретів спалахує бій. Смерть перемагає, та амулет розбивається і його осколки встромлюються в груди вершника. Перед загибеллю Хранитель переносить Смерть якомога далі від Дерева Життя в інший світ.
Смерть прокидається в світі Творців, які в давнину створювали інші реальності. Він зустрічає майстра, який розказує, що цей світ занепадає через Скверну. Вона породжує кристали, які закривають шлях до Дерева Життя. Смерть зустрічає коваля Тейна і демона Вульгріма, в яких купує корисні предмети, та вирушає за порадою майстра очистити ліси від Скверни. Він допомагає Творцям розпалити кузню, розбурхуючи Полум'я гір, і відновлюючи Сльози гір, з допомогою Карни, молодшого з Творців. За це Творці виковують для Смерті ключ для пробудження големів, здатних протистояти Скверні. Один з них, Оран, розповідає про наймогутнішого голема Вартового, який чомусь не воскресили. Щоб воскресити потрібно три камені, котрі вершник розшукує разом з Ораном. Та останній виявляється зіпсутий Скверною, через що голем не слухається наказів. Смерть біжить за ним і наздоганяє в полі, де Вартовий бореться зі старійшиною Творців — Ейдардом. Смерть знищує голема аби вберегти Ейдарда. Той натомість ціною свого життя очищує камінь і відновлює Вартового. Після цього голем знищує Скверну, але гине сам. Вершник дістається до Дерева Життя, але несподівано йому на дорозі стає Авессалом — лідер нефілімів, що після загибелі від рук Смерті переродився через своє могутнє бажання помсти, ставши джерелом Скверни.
Авесалломом закидає Смерть до Царства мертвих, де росте Дерево Смерті. Вершник блукає серед руїн і потрапляє на борт корабля, збудованого на спині дракона. Від торговця-сатира Остегота він дізнається, що людство можна воскресити за допомогою Криниці душ. Але зробити це можна тільки за допомогою Кістяного владики. Сам владика дуже честолюбний, тому спершу зі Смертю говорить його радник. Коли корабель прибуває до палацу владики, радник вимагає, щоб Смерть спершу довів свою силу, перемігши чемпіона Золотої арени. Смерть розшукує три камені для виклику чемпіона, котрим виявляється змій. Вершник перемагає чемпіона арени і тоді владика обіцяє допомоги, якщо Смерть приведе до нього трьох лордів-утікачів.
Перший з лордів, Фарисей, не здається без бою, але Смерть долає його. Другий лорд, Вершитель, погоджується прийти до владики, але якщо Смерть поверне трьох злочинців, які втекли з суду над мертвими. Третій лорд, Василевс, пропонує зустріч, але приводить туди велетенську павучиху Єхидну. Смерть долає чудовисько і доставляє втікача Кістяному владиці. Той карає своїх лордів смертю і дозволяє вершникові пройти через Місто Мертвих, яким пролягає шлях до Криниці душ.
У Місті Мертвих душі очищуються, щоб влитися до Криниці душ і відродитися в нових тілах. Проте не всі душі це проходять і деякі намагаються втекти. Смерть знищує охоронців душ і їхнього ватажка Виючого Господаря. Герой зустрічає душу Хранителя Секретів. Той повідомляє йому, що брама до Криниці відкривається двома ключами — один схований у янголів, а інший у демонів.
Через Дерево Смерті вершник Апокаліпсиса потрапляє на янгольську заставу Втрачене Світло, заражену Скверною. Янгол-архонт просить зібрати Жезл Арафаїла, частини якого лежать на спустошеній Землі. Смерть вирушає на Землю, де зустрічає Уриїла і її янголів, котрі допомагають Смерті зібрати жезл докупи. З ним вершник повертається до архонта, що очищує від Скверни шлях до янгольської Цитаделі Слонової Кістки, але не поспішає віддавати ключ, сподіваючись знищити Жезлом усю Скверну. Насправді архонт сам виявляється заражений і Смерть убиває його, забравши перший ключ.
Далі Смерть вирушає в демонічне царство Грань Тіней, яке знищує Скверна. Демониця Ліліт, яка і створила в давнину нефілімів, розповідає Смерті про те, що другий ключ схований у її небожа Самаїла. Вона ув'язнила Самаїла на Землі, аби захопити трон, проте погоджується допомогти отримати ключ. Вона дає вершникові можливість переміщатися між сьогоденням і минулим, щоб забрати ключ у Самаїла, коли він був у Грані тіней. Перемігши демона, Смерть забирає ключ. Ліліт підмовляє його не відроджувати людей, а натомість воскресити нефілімів.
Біля Криниці душ Смерть зустрічає Авесалома, переродженого в Аватара Хаосу, але тепер перемагає його і знищує. Хранитель Секретів нагадує Смерті, що лише пожертвувавши душі нефілімів з амулета, той воскресить людство — або нефілімів. Оскільки осколки амулета тепер містяться в тілі вершника, той стрибає в Криницю. В цю мить на Землі Війна вбиває Абаддона, а Уриїл ламає Сьому печатку. Вершники Апокаліпсису тепер законно можуть прибути на Землю для відновлення балансу між Пеклом і Небесами.
В епілозі Ліліт постає перед незнайомцем, який повідомляє, що замість воскресіння нефілімів, Смерть відродив людство. Ліліт відповідає, що готова до покарання і перед титрами лунає її крик.

## Оцінки й відгуки
| Агрегатор    | Оцінка                                                                          |
| ------------ | ------------------------------------------------------------------------------- |
| GameRankings | (PC) 82% (PS3) 85 % (X360) 83 % (WIIU) 85 %                                     |
| Metacritic   | (PC) 81/100 (PS3) 84/100 (X360) 83/100 (WIIU) 85/100 (PS4) 72/100 (XONE) 75/100 |

| Видання                                  | Оцінка |
| ---------------------------------------- | ------ |
| Computer and Video Games                 | 7.5/10 |
| G4                                       | [ 17 ] |
| GamesTM                                  | 7/10   |
| Giant Bomb                               | [ 19 ] |
| IGN                                      | 7.5/10 |
| Official Xbox Magazine (Велика Британія) | 7/10   |

Darksiders II отримала переважно позитивні відгуки, зібравши на агрегаторі GameRankings і Metacritic середні оцінки для Wii U 85 % і 85/100 відповідно, для PlayStation 3 85 % і 84/100, для Xbox 360 83 % і 83/100 для Windows 82 % і 81/100.
Darksiders II стала найпродаванішою грою серпня в США, продавшись накладом 247 тис. копій. Проте станом на 5 листопада 2012 продажі гри склали 1,5 млн копій і THQ прокоментували цю ситуацію як: «не відповідає нашим очікуванням».